# Jon Kabat-Zinn
Jon Kabat-Zinn född 5 juni 1944, är en amerikansk forskare. Han är professor vid University of Massachusetts. Han har studerat på MIT och disputerat i molekylärbiologi. Han har sedan dess spritt sin lära över världen som är en blandning av sekulär meditation och hathayoga. Han kallar metoden för Mindfulness-baserad stressbehandling och den har givit resultat i flertalet studier.